# Korelacija
Korelacija ali korelacijski koeficient je številska mera, ki predstavlja moč linearne povezanosti dveh spremenljivk. Statistična veda s korelacijo v splošnem označuje povezanost oz. sopojavnost dveh spremenljivk v statistični populaciji ali populacijah.
Korelacijo je moč meriti z več različnimi koeficienti, prilagojenimi za različne tipe podatkov, ki so na voljo. Izmed korelacijskih koeficientov je najbolj znan Pearsonov korelacijski koeficient, ki je računan na podlagi kovariance in standardnih odklonov niza obeh spremenljivk.